# Вяндра (посёлок)
Вя́ндра (эст. Vändra) — городской посёлок в волости Пыхья-Пярнумаа уезда Пярнумаа, Эстония.
До реформы местных самоуправлений Эстонии 2017 года Вяндра был поселковой волостью. После реформы наряду с посёлком Пярну-Яагупи является административным центром волости Пыхья-Пярнумаа.

## География и описание
Расположен в 40 километрах к северо-востоку от уездного центра — города Пярну. Расстояние до Таллина — 110 километров. Площадь посёлка — 3,2 км². Высота над уровнем моря — 42 метра. Через посёлок протекает река Вяндра.
Климат умеренный. Официальный язык — эстонский. Почтовый индекс — 87701.

## Население
По данным переписи населения 2021 года, в Вяндра насчитывалось 2148 жителей, из них 2084 (97,2 %) — эстонцы.
По данным переписи населения 2011 года, в посёлке проживали 2355 человек, из них 2305 (97,9 %) — эстонцы. Процентное соотношение жителей в 2017 году: 54 % — женщины, 46 % — мужчины.
Численность населения посёлка Вяндра по данным Департамента статистики Эстонии:
| Год  | 2000 | 2011   | 2017   | 2018   | 2019   | 2020   | 2021   |
| ---- | ---- | ------ | ------ | ------ | ------ | ------ | ------ |
| Чел. | 2652 | ↘ 2355 | ↘ 2161 | ↘ 2087 | ↘ 2052 | ↗ 2060 | ↗ 2148 |

## История
Первое упоминание о Вяндра как поселении (деревне) относится к 1515 году (Wenderskulle). Во второй половине 16-го столетия здесь была основана рыцарская мыза Вяндра (нем. Alt-Fennern; на военно-топографических картах Российской империи (1846–1863 годы), в состав которой входила Эстляндская губерния, обозначена как Стар. Феннернъ, к настоящему времени разрушена). В 1624 году появилось сведение о строительстве в деревне деревянной церкви Святого Мартина. Нынешняя церковь Вяндра находится на холме Кирикумяэ (Kirikumäe) среди больших елей. Эта простая однонефная церковь построена в 1787 году. Башню строение получило в конце 19-го столетия.
C 1922 года в посёлке работает гимназия, которая сначала являлась частной, затем в 1924 году была национализирована.
В 1928 году в Вяндра была построена железная дорога. В годы Первой Эстонской Республики Вяндра стал экономическим и культурным центром Северо-восточного Пярнумаа и с населением около 1000 жителей был одним из самых больших церковных посёлков в Эстонии.
В 1938 году Вяндраская волостная управа ходатайствовала о преобразовании посёлка Вяндра в город.
В 1945 году Вяндра получил статус посёлка городского типа. В 1950–1962 годах он был административным центром Вяндраского района, в результате чего численность его населения быстро росла. В 1993 году Вяндра получил статус поселковой волости.

## Инфраструктура
В посёлке работают детский сад, гимназия, музыкальная школа имени Михкеля Людига, дом культуры, социальный дом, два учреждения, предоставляющие услуги по уходу за пожилыми и людьми с психическими расстройствами; футбольный, волейбольный, велосипедный и борцовский клубы, клуб конного спорта, спортклуб OTTO, клуб здоровья Mispo и др. Есть автобусный вокзал.
В 2009–2012 годах в посёлке Вяндра было осуществлено несколько масштабных инвестиционных проектов, в ходе которых был построен Центр здоровья, библиотека, стадион, проведена реконструкция и расширение системы общего водоснабжения и канализации, а также реновирован спортзал Вяндраской гимназии. В большей части эти проекты были профинансированы структурными фондами Европейского Союза. В 2014–2017 годах было реконструировано проходящее через посёлок шоссе Пярну—Пайде, реновированы территория автовокзала и парковка перед домом культуры.
Гимназия посёлка Вяндра является одной из крупнейших сельских гимназий уезда Пярнумаа.
В посёлке действуют два прихода: Вяндраский приход Святого Мартина Эстонской евангелическо-лютеранской церкви (эст. Eesti Evangeelse Luterliku Kiriku Vändra Martini kogudus) и Вяндраский приход Апостолов Петра и Павла Эстонской православной церкви Московского патриархата (эст. EÕK Vändra Apostlite Peetruse-Pauluse kogudus), а также детская воскресная школа. При лютеранской церкви действует церковный хор, при апостольской — концертный хор.

## Достопримечательности

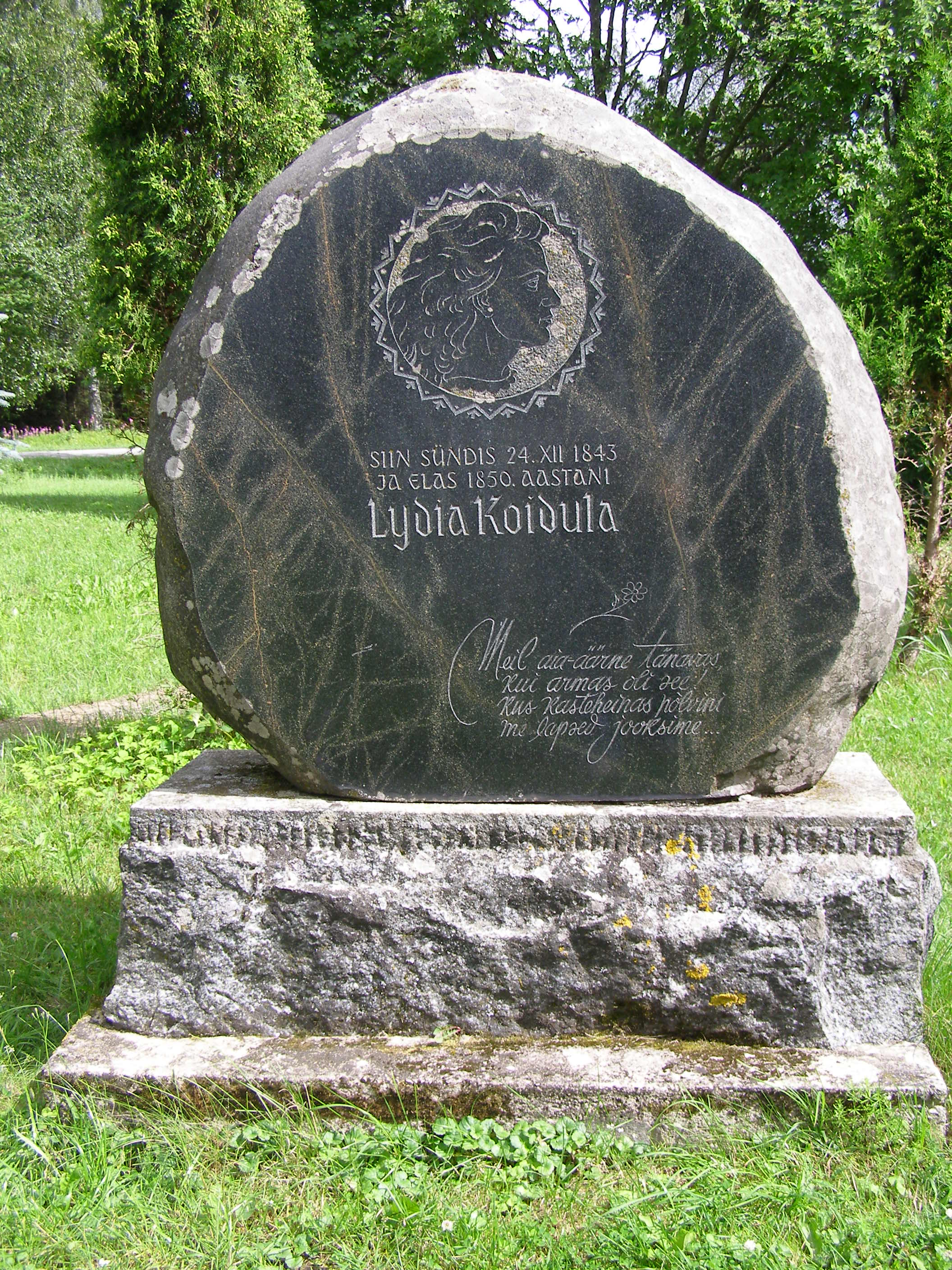
Памятный камень в честь Лидии Койдула

- Крупнейшее деревянное строение Балтийских стран: основанная в 1866 году пастором Эрнстом Соколовски (Ernst Sokolowski) школа глухонемых. Учебное заведение работало в 1866–1924 годах, затем его перевели в деревню Поркуни. Позже дом использовался для нужд обычной школы и интерната[14].
- Здание гимназии, построенное в 1911—1913 годах. Внесено в базу данных Государственного регистра памятников культуры как наследие сельского зодчества (эст. maaehituspärand). Двухэтажное каменное здание в югендстиле имеет U-образный основной план и низкую двускатную крышу; на переднем фасаде между боковыми ризалитами — простирающийся на высоту первого этажа выступ c закруглёнными углами, в центре которого расположен стрельчатый портал. В советское время к левому крылу здания была сделана большая пристройка. Основные размеры здания — 21×40 метров[15].
- Рядом с посёлком, у шоссе Вяндра—Вильянди находилось место рождения Лидии Койдула. В настоящее время его обозначает памятный знак, созданный скульптором Юханом Раудсеппом.
- С времён, когда через Вяндра проходила железнодорожная линия Пярну—Синди—Вяндра—Тюри—Пайде—Тамсалу, в посёлке сохранилось построенное в 1928 году здание железнодорожного вокзала, спроектированное эстонским архитектором Леоном Йохансоном[эст.]. Это одно из самых представительных деревянных строений в Вяндра. Рядом с ним расположен дом железнодорожных работников, построенный в то же время[16].
- На месте, где когда-то была деревянная церковь и главное здание мызы, установлен памятный знак[17]. В мызном парке стоит певческая эстрада.
- Управа посёлка, дом культуры и полицейское отделение находятся в центральной усадьбе бывшего колхоза «Вяндра», построенной по типовому проекту эстонского архитектора Малле Пеньям (Malle Penjam). Имеются пожелания включить это хорошо сохранившееся здание в перечень охраняемых государством объектов как примечательный образец эстонской архитектуры 1970-х годов[16].
- Как памятник археологии в Государственный регистр памятников культуры Эстонии внесено подземное кладбище Ка́белиасе (Kabeliase) на холме Ванакирикумяэ (Vanakirikumäe, XV—XVIII столетия)[18].

## Галерея

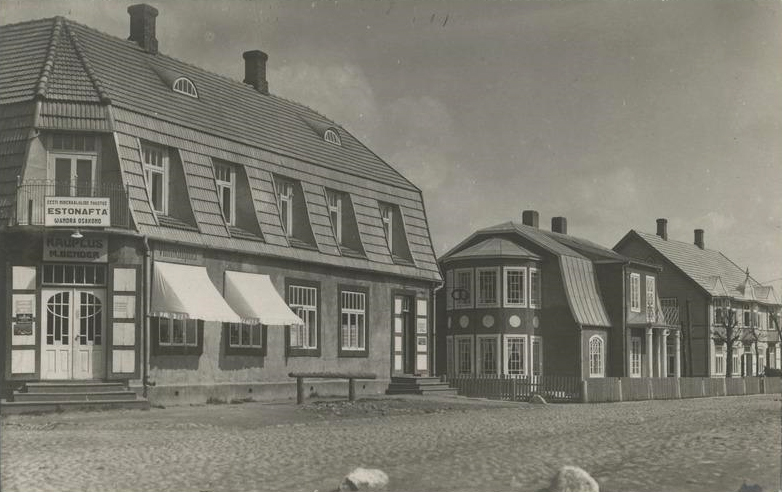
Вяндра в начале XX века
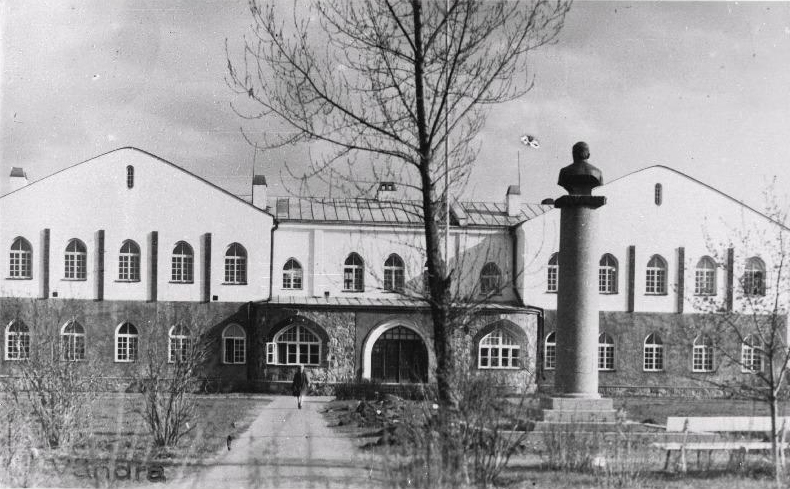
Гимназия в Вяндра, 1940 год
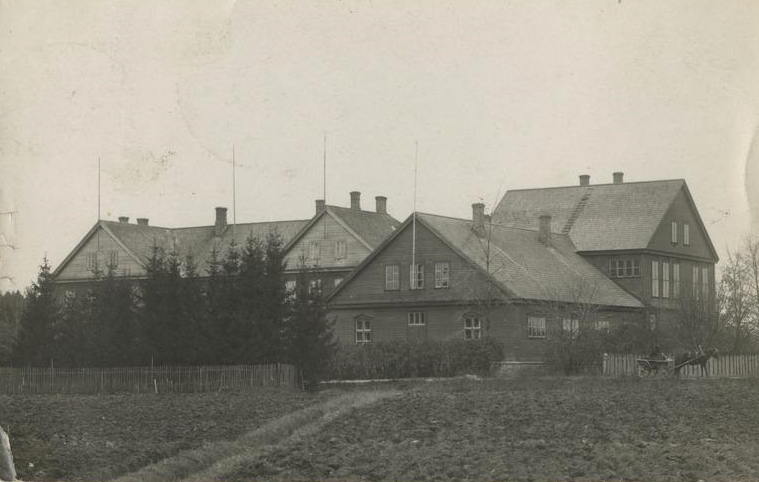
Школа глухонемых в начале XX века
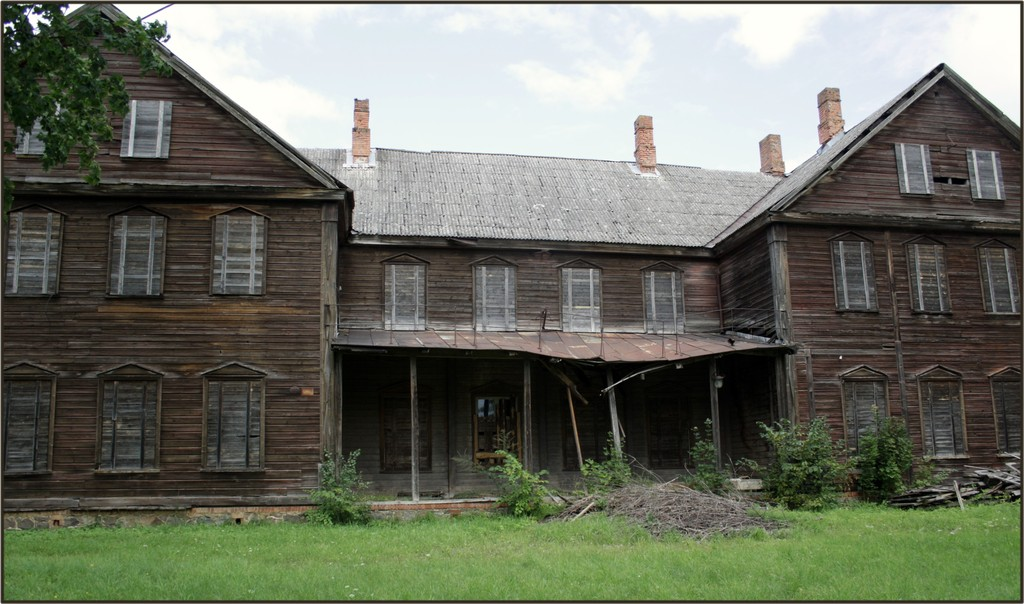
Здание бывшей школы глухонемых в 2011 году
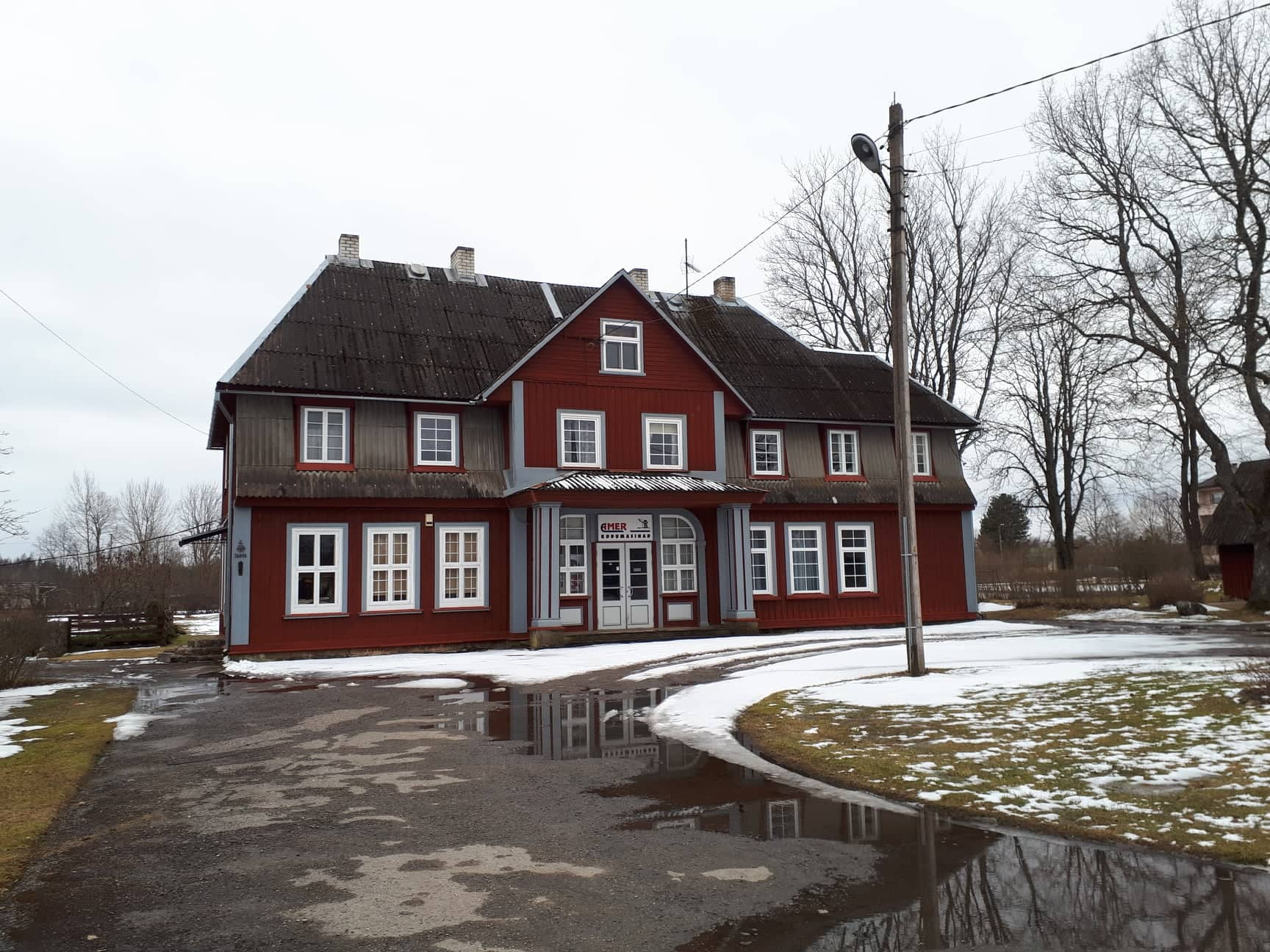
Ж/д вокзал Вяндра

## Комментарии
1. ↑  Эстонские топонимы, оканчивающиеся на -а, не склоняются и не имеют женского рода (исключение — Нарва)[6].